# Bocaiúva do Sul
Bocaiúva do Sul  è un comune del Brasile nello Stato del Paraná, parte della mesoregione Metropolitana de Curitiba e della microregione di Curitiba.
Il comune venne fondato il 12 aprile 1871 e si trova a 42 km dalla capitale dello Stato Curitiba.